# Timimoun
Timimoun è un comune della provincia omonima, in Algeria, ed è il capoluogo della regione del Gourara.
La città di Timimoun è costruita nell'oasi omonima ai margini di una sebkha (bacino che occupa il fondo di una depressione). È famosa per il colore dei suoi edifici in ocra rossa costruiti in stile neo-sudanese. Timimoun è servita da un aeroporto situato a 4 km a sud est della città. Nel 2008 la popolazione era di 33.060 abitanti.

## Idrologia
L'oasi di Timimoun è tuttora alimentata, almeno in parte, da un sistema di foggara (o qanat), canali sotterranei suborizzontali lunghi in alcuni casi vari chilometri, per la captazione delle acque di falda e di infiltrazione.
Numerose foggara sono state abbandonate o cadute in disuso, anche se nel 2010 fornivano complessivamente una portata di circa 350 l/s nell'intera regione di Timimoun, a fronte degli 800 l/s forniti dal pompaggio diretto dalla falda.

## Galleria d'immagini

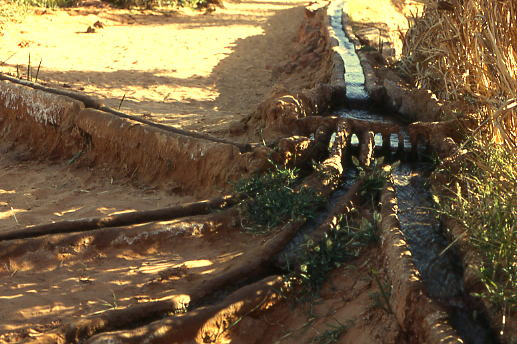
Distribuzione dell'acqua nel palmeto di Timimoun (1971)
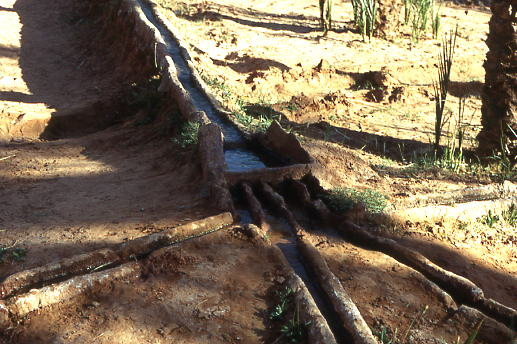
Distribuzione dell'acqua nel palmeto di Timimoun (1971)
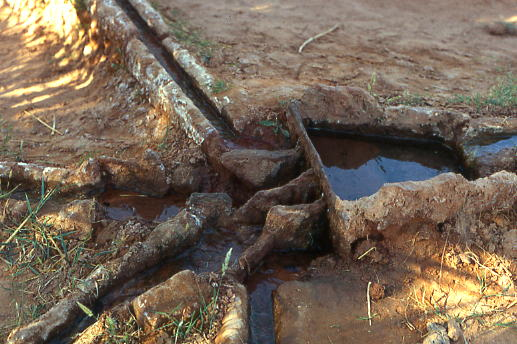
Distribuzione dell'acqua nel palmeto di Timimoun (1971)
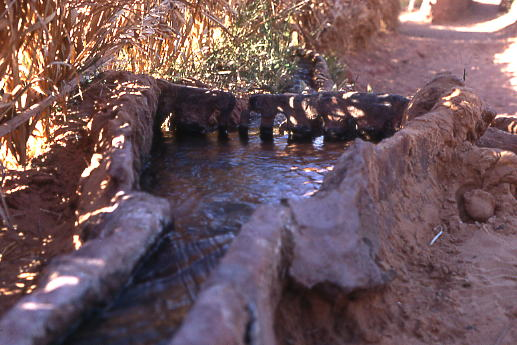
Distribuzione dell'acqua nel palmeto di Timimoun (1971)